# En mi hambre mando yo
En mi hambre mando yo es el sexto álbum de estudio de la banda de rock española Marea.
Fue grabado en los estudios "Sonido R5", propiedad que la banda tiene en Orikaín (Navarra) y producido una vez más por David "Kolibrí" Díaz, guitarrista de la propia banda, con la ayuda de Jaime Sanz "Mapatxe". Posteriormente se mezcló en la ciudad canadiense de Vancouver por Mike Fraser y la masterización corrió a cargo de Adam Ayam en los estudios Gateway Mastering de Portland en los Estados Unidos.
El álbum se puso a la venta el 27 de septiembre de 2011 y alcanzó el puesto 2 en las listas de ventas españolas.

## Lista de canciones
1. «Bienvenido al secadero» - 3:42
2. «La majada» - 4:15
3. «Sobran bueyes» - 4:11
4. «El día que lluevan pianos» - 4:10
5. «Canaleros» - 5:11
6. «Ojalá me quieras libre» - 4:17
7. «Ángeles del suelo» - 3:43
8. «Las últimas habitaciones» - 3:40
9. «Plomo en los bolsillos» - 4:05
10. «Pedimento» - 4:20

## Sencillos
- Bienvenido al secadero (publicado el 19 de agosto de 2011)[5]

## Videoclips
- Bienvenido al secadero
- La Majada
- Canaleros

## Personal
- Kutxi Romero - Voz
- David "Kolibrí" Díaz - Guitarra solista y producción
- Eduardo Beaumont "El Piñas" - Bajo
- César Ramallo - Guitarra
- Alén Ayerdi - Batería
- Mike Fraser - Ingeniero y mezclas
- Adam Ayam - Mastering
- Jaime Sanz "Mapatxe" - Ingeniero de grabación
- Fernando Lezaun - Fotografía